# 海南栀子
海南栀子（学名：Gardenia hainanensis）为茜草科栀子属下的一个种。其种加词“hainanensis”意为“海南的”。